# Landaluce
Landaluce (ur. 11 kwietnia 1980, zm. 28 listopada 1982) – niepokonana amerykańska klacz wyścigowa pełnej krwi angielskiej. Córka zdobywcy Triple Crown Seattle Slew oraz klaczy Strip Poker.

## Życiorys

### Życie i kariera
Landaluce pochodziła z pierwszego rocznika źrebiąt po Seattle Slew. Wyhodował ją Francis Kernan. Urodziła się na Spendthrift Farm w Kentucky. Kiedy miała rok, kupili ją L. R. French i Barry Beal. Jej cena wyniosła 650 tysięcy dolarów. Trenerem klaczy został D. Wayne Lukas. Na jej pierwszym wyścigu dosiadł ją Laffit Pincay, Jr., który później zdecydował się na regularne dosiadanie klaczy.
Cechowała się niezwykłą szybkością, jej dżokej nie musiał używać bata. Poza torem była bardzo spokojna i opanowana.
Klacz zadebiutowała 3 lipca 1982 roku w gonitwie Maiden Special Weight. Pokonała 1,2 kilometra w czasie 1:08 1/5, osiągając 7 długości przewagi nad rywalkami. Tydzień później zwyciężyła w Hollywood Lassie Stakes, zostawiając inne konie 21 długości za sobą. 5 września wygrała Del Mar Debutante Stakes, a miesiąc później z przewagą 8 długości wygrała Anoakia Stakes. Jej ostatnim wyścigiem było wygrane z łatwością Oak Leaf Stakes. Jeszcze w październiku jej trener powiedział:

Gdyby jutro miało odbyć się Kentucky Derby, wystawiłbym ją. Nie sądzę, żeby w tym kraju był koń, który mógłby ją pokonać.

W swoim krótkim życiu Landaluce wygrała 5 wyścigów (wszystkie, w których wzięła udział) i zarobiła 372 365 dolarów. We wszystkich gonitwach osiągnęła łącznie 46 1/2  długości przewagi (czyli ok. 111,6 metra).

### Śmierć
W listopadzie D. Wayne Lukas zaczął przygotowywać ją do Hollywood Startlet Stakes z pulą nagród wynoszącą ponad pół miliona dolarów, co w tamtych czasach było rekordową sumą jak na wyścig dla dwuletnich klaczy. Gonitwa miała odbyć się 28 listopada, lecz 22 listopada (tj. sobota) zachorowała. Zaatakował ją wirus, który parę lat wcześniej niemal zabił jej ojca. Klacz słabła z dnia na dzień. Pojawiła się u niej gorączka, a w środku tygodnia jej płuca zaczęły wypełniać się płynem. W ostatnich dniach była w tak złym stanie, że musiała opierać się o ścianę boksu, by utrzymać się na nogach. Wirus wywołał u niej infekcję dróg oddechowych, która z kolei spowodowała zapalenie gardła. Zmusiło to weterynarzy do karmienia jej płynami. Klacz zmarła w piątek, 28 listopada 1982 roku, ok. 5:45 rano. Do samego końca był z nią jej trener – Landaluce odeszła z łbem położonym na jego kolanach. Jeszcze tego samego dnia, D. Wayne Lukas zjawił się na konferencji prasowej w czarnym garniturze i ciemnych okularach. Według świadków, trener musiał powstrzymywać łzy. Powiedział o niej, że „Nie da się zastąpić takiej klaczy jak ona”. Z kolei jej dżokej skomentował to tak:

Byłem na to przygotowany. Nie byłem zaskoczony. Wiedziałem, jak źle jest. Współczułem Wayne'owi. Dżokej ma wiele szans na pracę z innymi świetnymi końmi, ale trener nie ma tylu okazji do posiadania tak wyjątkowego konia.

### Upamiętnienie
Po jej śmierci flagi na torze Hollywood Park, gdzie odniosła swoje największe zwycięstwa, zostały opuszczone do połowy masztu. Tam też została pochowana, jednak szczątki jej oraz dwóch innych koni wyścigowych musiały zostać przeniesione w 2014 roku z powodu zamknięcia toru, który planowano zrównać z ziemią. Ponownie spoczęła na Spendthrift Farm – tam, gdzie się urodziła.
Pośmiertnie przyznano jej Nagrodę Eclipse dla najlepszej dwuletniej klaczy roku 1982. Nazwa gonitwy Hollywood Lassie Stakes została zmieniona na Landaluce Stakes.